# 1778 en philosophie
Chronologie de la philosophie
- 1774
- 1775
- 1776
- 1777
- 1778
- 1779
- 1780
- 1781
- 1782

L’année 1778 a été marquée, en philosophie, par les événements suivants :

## Publications
- François Hemsterhuis : Sophyle ou De la philosophie, dialogue.
- John Millar :  Origin of the Distinction of Ranks (Origine de la distinction des classes), où il soutient que les rapports sociaux, y compris les relations entre les sexes, sont fixés par les systèmes économiques.

## Décès
- 2 juillet à Ermenonville : Jean-Jacques Rousseau, né le 28 juin 1712 à Genève, est un écrivain, philosophe et musicien genevois francophone. Orphelin de mère très jeune, sa vie est marquée par l'errance. Si ses livres et lettres connaissent à partir de 1749 un fort succès, ils lui valent aussi des conflits avec l'Église catholique et Genève qui l'obligent à changer souvent de résidence et alimentent son sentiment de persécution. Après sa mort, son corps est transféré au Panthéon de Paris en 1794.